# 佐々木勇之助
佐々木 勇之助（ささき ゆうのすけ、1854年9月29日（嘉永7年8月8日） - 1943年（昭和18年）12月28日）は、東京（江戸）出身の銀行家、実業家。号は茗香。

## 来歴
嘉永7年8月8日、武蔵国江戸本所六間堀（現 江東区新大橋）で生まれる。幼名清松。父は旗本浅野伊賀守の家臣佐々木直右衛門。
幼くして藤沢次謙に算術の手ほどきを受け、のち幕府講武所傘下で築地にあった軍艦操練所で数学始め西洋実学を修得。さらに青木松次郎福軒の塾で漢学を習い、余暇に剣術を学ぶといった当時の武士の子弟の教育を受けて育つ。
明治維新後、三井小野組の為替方に入り1873年（明治6年）に三井小野組を中心とする第一国立銀行が創立されると、それに伴い同行へ移籍。勤勉精励、謹厳方正な仕事ぶりを当時の総監渋沢栄一に見込まれ、銀行伝習生に選ばれる。銀行伝習生として、お雇い外国人の英国人アラン・シャンドから直接に銀行簿記を修得。第一国立銀行帳面課長（財務部長に相当）、支配人と栄進を重ね、1896年（明治29年）銀行名から国立を廃し株式会社第一銀行と名称組織を変更する際に取締役に選任される。1906年（明治39年）には取締役総支配人に就任。頭取であった渋沢は、以降第一銀行の実務を佐々木に実質一任し、自身は財界活動や慈善活動に益々時間を割いた。1916年（大正5年）には渋沢の後任として第一銀行第二代頭取に就任し1931年（昭和6年）まで在任。また銀行業務と同時に1912年（明治45年）から1927年（昭和2年）まで澁澤倉庫会長も兼務し、渋沢の理念であった銀行業と倉庫業を通じた商工業の育成発展に取り組んだ。その間、東京銀行集会所会長、東京貯蓄銀行相談役、東洋生命監査役など多数の公職を歴任。自身財界の重鎮として重きを成したが、終始渋沢の補佐に意を注いだ。渋沢の極めて多方面にわたる精力的な活躍は、佐々木の人格と手腕による補佐あってのものと言われている。
銀行では「いなびかり」という綽名で怖がられたが、名利に恬淡で虚栄心もなく渋沢には誠意努力の円満な人であり、自身と比して守成的で「露骨に言えば石橋を叩いて渡る風」と評された。
山下亀三郎は佐々木について、非常に綿密な一方図抜けた度胸の持ち主で如何なる場合もイエス・ノーが明確であり物を決断する際には少しも躊躇しない人だった。と回想している。
1943年（昭和18年）12月28日死去。享年89、墓所も谷中霊園渋沢家墓地に隣接。

## 家族
- 父・佐々木直右衛門 - 旗本浅野氏祐家臣
- 母・はる - 幕臣北村又三郞長女
- 妻・ふさ - 士族野村光徳長女。兄の養子の子に野村光一[14]。
- 長男・佐々木謙一郎 - 官界に進み専売局長官、満鉄副総裁。その妻・菊尾は三宅秀の四女[15]。
- 次男・佐々木修二郎 - 実業界に進み第一銀行副頭取、澁澤倉庫会長。その妻ノブは小泉信三の妹[15]。
- 三男・佐々木和三郎 - 汽車製造社長。妻の輝は斯波忠三郎の長女[15][16]。
- 四男・佐々木重雄 - 東京工業大学名誉教授。
- 長女・マサ - 農商務省商工局長、東京日日新聞エコノミスト主筆などを経て大阪毎日新聞主幹･会長となった岡実の妻、その子に岡義武、岡義達
- 二女・サワ - 商工省貿易局長、八幡製鉄所理事などを経て帝国石油総裁となった立石信郎の妻
- 三女・ワカ - 大蔵省理財局長・関原忠三の妻
- 四女・ナミ子 - 長谷川輝雄の妻
- 五女・やす子 - 東京大学名誉教授で日本学術会議会長などを務めた兼重寛九郎の妻
- 妹・いね - 海軍軍医総監の鈴木重道の妻[15][17][18]。
- 兄・佐々木慎思郎(1848-1923) - 沼津兵学校第一期資業生。西周の私塾育英舎の塾頭を務めるなど西に最も親しく師事した。陸軍に出仕したのち実業界に転じる[19]。日本初の保険会社東京海上火災保険の重役であり[20]、第一銀行が吸収合併した第一号二十銀行の頭取[21]。長女ふみは下村宏の妻となった。[22]